# Valentina Pavlovna Wasson
Valentina Pavlovna (Guercken) Wasson (1901-1958) fue una pediatra, etnomicóloga y autora rusa-estadounidense. Participó en la introducción de hongos psicoactivos a una amplia audiencia en los Estados Unidos.

## Vida
Nacida en Moscú en 1901, la familia de Valentina Pavlovna Guercken emigró a los Estados Unidos durante la Revolución rusa. Obtuvo un título de médico en la Universidad de Londres en 1927, un año después de casarse con su esposo, Robert Gordon Wasson, un banquero. Trabajó como pediatra, publicando investigaciones sobre la sinusitis y la fiebre reumática en niños.
Durante su luna de miel en las montañas Catskill en 1927, Valentina buscó hongos comestibles en el bosque, pero su esposo se negó a comerlos. Descubrieron que sus actitudes divergentes hacia la planta tenían raíces en las tradiciones folclóricas de Europa y teorizaron sobre una profunda división histórica entre "micófilos" como los eslavos y "micófobos" como los pueblos anglosajones. Esto les llevó a sospechar algún tabú muy arraigado y antiguo contra el uso profano de un antiguo sacramento religioso. Descritos a sí mismos como "etnomicólogos", la pareja investigó los usos religiosos y culturales de los hongos enviando cartas a misioneros, lingüistas y antropólogos de todo el mundo, tratando de identificar áreas donde los hongos poseían usos religiosos y médicos significativos. Con vidas profesionales ocupadas, la pareja siguió la investigación como un proyecto paralelo apasionado, con muchos de los colegas de Valentina en el hospital en el que trabajaba o los colegas de Gordon en el banco Chase sin saber de su interés en los hongos.

## Popularización de los hongos psicodélicos
En 1952, el poeta Robert Graves envió a los Wasson un artículo que mencionaba el descubrimiento de Richard Evans Schultes en 1938 de la supervivencia moderna del antiguo uso de hongos intoxicantes entre los indígenas de México. Inmediatamente, Gordon Wasson telefoneó a Schultes en Harvard; la confirmación y el aliento que recibió centraron su atención en México.
Valentina y Gordon Wasson organizaban expediciones de investigación anuales a los remotos pueblos montañosos de los indios monolingües mazatecos de Oaxaca, México, y en 1955 estuvieron entre los primeros forasteros en los tiempos modernos en participar en los ritos de medianoche del culto del hongo sagrado.
A partir de 1953, los Wasson viajaron al pueblo mazateco de Huautla de Jiménez en México para investigar allí el uso tradicional de los hongos. Recibieron información especialmente valiosa de la misionera estadounidense Eunice V. Pike del Summer Linguistics Institute y de Robert Weitlaner, un antropólogo mexicano que había visitado a los mazatecos. Durante varias estancias prolongadas en Huautla y sus alrededores, los Wasson estudiaron en detalle el uso de los hongos y lo compararon con las descripciones del uso de hongos aztecas tal como se describe en los registros de la inquisición española. Entendieron esto como una supervivencia potencial de una tradición increíblemente antigua que involucraba el uso de hongos sagrados, los indios mantuvieron sus creencias en secreto para los extraños. Por lo tanto, se necesitó mucho tacto y habilidad para ganarse la confianza de la población indígena y recibir información sobre este dominio secreto. Anunciaron su descubrimiento en 1957 en su libro escrito conjuntamente Mushrooms Russia and History. El primer libro de los Wasson había comenzado como un libro de cocina de Wasson y la cocinera rusa de los Wasson, Florence James. Al mismo tiempo, un extenso artículo ilustrado de R. Gordon en la revista Life, del 13 de mayo de 1957, sobre las veladas (sesiones) mexicanas de hongos con María Sabina, llamó la atención sobre el uso de hongos alucinógenos.
El relato de Wasson sobre esta experiencia se publicó en This Week el 19 de mayo de 1957, seis días después de que se publicara el famoso artículo de su marido en la revista Life. En este artículo, Valentina sugirió que los hongos Psilocybe podrían usarse como agente psicoterapéutico, colocándola junto a psiquiatras como Humphrey Osmond en Saskatchewan, quienes abogaron por su uso en terapia. Expresó la opinión de que si se pudiera aislar el agente activo y asegurar un suministro suficiente, podría convertirse en una herramienta vital en el estudio de los procesos psíquicos. También afirmó que a medida que la droga se hiciera más conocida, se le encontrarían usos médicos, tal vez en el tratamiento del alcoholismo, la adicción a los narcóticos, los trastornos mentales y las enfermedades terminales asociadas con dolores intensos. Varios años más tarde, un equipo de investigadores que trabajaba en Baltimore probó de forma independiente la validez de su visión inusual. Aldous Huxley siguió su sugerencia de que la transición a la muerte podría facilitarse con una dosis de LSD. La salud de Huxley había comenzado a deteriorarse en 1960 después de que le diagnosticaran cáncer de lengua y luego cáncer de mandíbula. El 22 de noviembre de 1963, acostado en su lecho de muerte y sin poder hablar, escribió una nota a su esposa Laura pidiéndole "Prueba LSD 100 mmg intramuscular", lo que significa que quería una inyección intramuscular de 100 microgramos de LSD. Ella le administró el fármaco solicitado y él murió pocas horas después.
Valentina Wasson murió de cáncer el 31 de diciembre de 1958 a la edad de 57 años. Después de su muerte, Gordon continuó su investigación, trabajando en estrecha colaboración con Roger Jean Heim, un micólogo francés y director del Museo Nacional de Historia Natural, que había acompañado a los Wassons en varias expediciones a México y proporcionó determinaciones para las muestras micológicas que recolectaron en México.

## Grabaciones
- Maria Sabína - Mushroom Ceremony Of The Mazatec Indians Of Mexico. Grabado por V. P. & R. G. Wasson en Huautla de Jiménez, en las Montañas Mazatecas en el extremo norte del Estado de Oaxaca, 21 de julio de 1956[17]